# Crkvena arhitektura u Hrvatskoj
Hrvatska kršćanska arhitektura, kao i cjelokupna kršćanska likovna umjetnost u Hrvatskoj prati sve umjetničke stilove i razdoblja zapadnoeuropske kršćanske arhitekture i umjetnosti od ranokršćanstva do suvremene arhitekture, kao što također pokazuje utjecaje općih umjetničkih strujanja u hrvatskoj arhitekturi tijekom povijesti.

## Od Rima do Bizanta
Kršćanstvo, a s njim i kršćanska arhitektura na području Hrvatske počinju s antičkim Rimom. Samo vrlo rijetko su kršćanski objekti locirani na mjestima ili unutar ranijih antičkih hramova (kao što je splitska katedrala), što bi, zapravo, bilo opravdano za svjesnu pobjedonosnu izgradnju crkve na mjestu ranijega poganskog kulta. Crkve međutim niču upravo na perifernim lokacijama, na mjestima ranijih martirija u predgrađu. S druge je strane periferna lokacija za izgradnju velikih kršćanskih bazilika bila pogodna i stoga što je središte gradova ionako bilo u kasnoj antici iskorišteno do maksimuma, pa su se teško pronalazile veće slobodne površine (Salona). Mjesta međutim već napuštenih terma, većinom smještenih u rubnim dijelovima gradova, pružala su mogućnost podizanja velikih bazilika od 5. i 6. stoljeća. Tu je bio pri ruci i građevni materijal, ako i sam postojeći objekt ne bi bio prikladan za djelomičnu adaptaciju. Apsida, kojom je redovito naglašena središnja lađa objekta uz eventualne apside u pobočnim lađama i aneksima, najvažniji je arhitektonski element tlocrta bazilike. Poput funkcije apside u gradskim bazilikama rimskoga graditeljstva, i tu je apsida središnji prostor obreda, od euharistije i svečanosti, koje su se odvijale u prostranoj bazilici, do obreda krštenja i krizme, koji su se obavljali u dograđenim aneksima. Prema funkciji pojedinog prostora u crkvi, apsida je obilježena menzom za obred euharistije, katkada sa supselijama za kor svećenstva, krstionicom s bazenom za uranjanje ili, kasnije, kamenim recipijentom za obred krštenja, dok se u konsignatoriju mogu očekivati tragovi biskupske katedre. Ranokršćanska je apsida ponajviše polukružna, još po antičkoj tradiciji, ali pod bizantskim utjecajem se u 5. stoljeću pojavljuje i izvana pojačana poligonalna konstrukcija, kao što su oblikovane apside ravenskih crkava, uz odraz takve gradnje i na našem tlu – primjerice Sv. Marija Formoza u Puli ili Sv. Hermagor kod Štinjana te crkva u Vrsaru. 
Propašću Rimskog Carstva područje primorske Hrvatske, osobito gradovi na obalnom pojasu, dolazi u kulturnu sferu Bizanta, čiji će se utjecaj odraziti nizom spomenika od Poreča (Eufrazijana), Pule, Zadra, Splita do Dubrovnika. 

## Starohrvatska arhitektura
Najstarija svjedočanstva o građevnoj djelatnosti Hrvata javljaju se nakon 800., u vezi s prihvaćanjem kršćanstva; to su crkvice raznolikih tlocrta sa svodovima ili malim kupolama, sačuvane u Ninu, Omišu, Stonu, Trogiru (Sv. Barbara), na Krku. Od većih zgrada, izgrađeno je mnogo crkava, uglavnom uzdužnih, jednobrodnih ili trobrodnih. Takva je i crkva sv. Spasa na vrelu Cetine, iz 9. st. Crkva ima snažne oble kontrafore (izvanjske nosače), što joj daju osobine utvrde, dok je ulaz naglašen moćnim tornjem – zvonikom usred pročelja. Nastaje i mnoštvo manjih crkava raznovrsnih zanimljivih oblika, longitudinalnih ili centralnih. Najveća i najsloženija crkva kružne osnove iz 9. st. je crkva sv. Donata u Zadru. Kao klesana dekoracija ističe se između IX. i XI. st. pleterna ornamentika, koja se je bogato razvila u starohrvatskoj umjetnosti. 

## Romanika
Od druge polovice 11. st. javlja se u graditeljstvu tip trobrodne romaničke bazilikalne crkve s apsidama (katedrale u Rabu, Zadru, Trogiru). Romaničkog su obilježja franjevački klaustar u Dubrovniku (14. st.) i dijelovi poslije gotički pregrađenih crkava na sjevernom području između Drave i Save (Belec, Glogovnica). Kiparstvo romanike reprezentiraju drvena vrata A. Buvine u Splitu (1214.) i monumentalni Radovanov portal katedrale u Trogiru (1240.) sa skulpturama, narativnim i alegorijskim reljefima i bogatim ukrasom. 
Potkraj 12. st. pojavljuje se pretežno u Dalmaciji nadgrobni kamen ("stećak", "mramor") s robusno i nekonvencionalno klesanim likovima, prizorima borba, lova i plesova. Takva plastika zamire s provalom Turaka, a sjeverno i južno područje Hrvatske razvijaju se arhitektonski i likovno odvojeno: sjeverno pod utjecajima srednjoeuropske, a južno pod utjecajem mediteranske, poglavito talijanske umjetnosti.

## Gotika
Gotika se u sjevernoj Hrvatskoj javlja u 13. st. kod gradnje zagrebačke katedrale, koja je u tijeku stoljeća pregrađivana; u njezinoj sakristiji sačuvani su fragmenti zidnih slika s kraja 13. st. U 14. st. gradi se i zvonik splitske katedrale te klaustar franjevačkog samostana u Dubrovniku, a završen je i u 12. st. započet kompleks dominikanskog samostana u Dubrovniku.
U svojim tipičnim i jednostavnim elementima gotika se zadržala sve do 16. st. (crkve u Lepoglavi, Remetama, Samoboru, Topuskom, Glogovnici, Voćinu). U jadranskim krajevima ona se javlja prvotno u tipu jednobrodne crkve (Sv. Dominik u Trogiru). Pošto je u prvoj polovici 15. st. najveći dio obale zauzela Venecija, nastaju po uzorima na mletačku cvjetnu gotiku crkve i samostani, gdje dolaze do izražaja dekorativni predmeti.
Majstor stila cvjetne gotike jest Juraj Dalmatinac, graditelj katedrale u Šibeniku, koji je na njezinim apsidama isklesao vijenac sa 74 glave, osebujnih fizionomija. Radio je u Splitu (kapela sv. Staša u katedrali), u Dubrovniku, Zadru i Anconi, a Jurjevi sljedbenici proširili su cvjetnu gotiku mletačkog tipa u cijeloj Dalmaciji. Elementi apulijske gotike dopiru do Korčule, a u Dubrovnik ih unosi u 15. st. Onofrio di Giordano de la Cava, graditelj staroga kneževa dvora (1435.) i javnih gradskih česmi. Dekorativni elementi gotike prevladavaju u trijemovima dominikanskoga klaustra u Dubrovniku (1428.). Uz klesarstvo razvija se i drvorezbarstvo, ponešto u djelima slobodne plastike, a više u izradi crkvenog namještaja (korska sjedala u trogirskoj katedrali, rad I. Budislavića). U crkvenim je riznicama mnoštvo vrijednih radova zlatarskog umijeća. Spomenicima zidnog slikarstva osobito je bogata Istra; osobito značajne freske nalaze se u crkvama u Pazinu, Butonigi i Bermu (djelo Antona s Padove, 16. st.). 

## Renesansa i barok
Na prijelazu iz 15. u 16. st. javljaju se u jadranskom području renesansni oblici u graditeljstvu i kiparstvu. Glavni je predstavnik prijelaznoga gotičko-renesansnog stila Andrija Aleši (krstionica u trogirskoj katedrali). Kipar Ivan Duknović izradio je za katedralnu kapelu dva kipa, a djelovao je i u Rimu i Budimu. Šibensku katedralu dovršio je Nikola Firentinac; njezino je pročelje služilo kao uzor pročeljima crkve sv. Spasa u Dubrovniku, sv. Marije u Zadru i katedrale u Hvaru. Trogirsku katedralu,  U raznim crkvenim i svjetovnim gradnjama u Dubrovniku istaknuli su se dubrovački graditelj Paskoje Miličević i korčulanski Marko i Petar Andrijić, naročito usklađujući renesansne oblike s retardiranom cvjetnom gotikom. 
Na hrvatskom sjeveru renesansa se odrazila u skromnijoj mjeri, u primjeni pojedinih arhitektonskih elemenata. Do znatnijeg izražaja došao je barok, što ga u 17. st. uvode isusovci, aplicirajući svoje sheme u crkvenom graditeljstvu i unutrašnjoj dekoraciji (crkva sv. Katarine u Zagrebu; varaždinska katedrala). U tom stoljeću mnoge gotičke građevine dobivaju barokne elemente; izrađuju se unutrašnji ukrasi crkava, oltari i propovjedaonice. Izrazito individualna ostvarenja jesu oltarne slike zagrebačkog majstora Bernarda Bobića. Barok je prevladao u 18. st. U crkvenoj arhitekturi kasni je barok reprezentiran u crkvi sv. Franje Ksaverskoga u Zagrebu, u Lepoglavi, Purgi kraj Lepoglave, Belcu (Sv. Marija), katedrala sv. Terezije u Požegi, crkva sv. Marije Jeruzalemske u Trškom Vrhu, Bedekovčini, Daruvaru i dr., manje arhitektonski, a više s plastičnim radovima u drvu i kamenu, te iluzionističko-dekorativnim zidnim slikama (Ivan Ranger). 
U jadranskom području glavni su spomenici barokne crkvene arhitekture u Dubrovniku (katedrala, crkve sv. Vlaha i sv. Ignacija); podignuti su u početku 18. st. kao varijanta rimskoga isusovačkog odnosno mletačkog baroka. Crkvena plastika i oltarne slike pretežno se nabavljaju iz talijanskih radionica.

## Od klasicizma do romantizma
Klasicizam prvih desetljeća 19. st. nastavlja se u eklekticizmu stilova, a posebice u neogotici, za što je najbolji primjer Bolléova obnova zagrebačke katedrale i izgradnja crkve Krista Kralja s arkadama na Mirogoju. Arhitektura je do početka 20. stoljeća podvrgnuta općoj struji historicizma, što se odražava i u sakralnom graditeljstvu (crkva Uznesenja BDM u Molvama, katedrala u Đakovu).

## Od modernizma do suvremenosti
Najveći arhitekt modernizma je Viktor Kovačić, koji nastupa protiv historicizma i zastupa ideju da arhitektura mora biti individualna i suvremena (crkva sv. Blaža u Zagrebu). Prisutan je funkcionalizam u gradnji crkvenih objekata (bazilika Srca Isusova u Zagrebu). U drugoj polovici 20. st. prevladava oblikovni pluralizam, a pojavom postmodernizma, potkraj 70-ih, otvara se razdoblje prevlasti tzv. nedovršenih struktura. Primjeri suvremene arhitekture su župne crkve u Novom Virju, na Knežiji, Jarunu te na Pantovčaku u Zagrebu.